# 4.6×30mm
HK 4.6×30mm是一款由德国黑克勒-科赫槍械製造公司為其自行研制的HK MP7個人防衛武器所研製的子彈，它亦會被將會完成研製的HK UCP（HK P46）所使用。其設計是為了盡量減少重量和後坐力，同時提高對護甲的貫穿力。它具有瓶頸型的彈殼以及尖頭、钢芯和以銅包覆的彈頭。

## 發展
1990年代至2000年代以後的反恐怖主义战争之中，恐怖分子都穿上了防彈衣的防護裝備，而使用9×19公釐帕拉貝倫彈的手枪和冲锋枪的威力和貫穿力過於薄弱的事日漸備受批評，亦引來了極大的關注。由於前苏联時代提出了需要最好的防護裝備的理論，因此北约方面的CRISAT（英語：CRISAT，意為：協作研究成輕武器技術）已經啟動了一項新項目（也就是後來對PDW的研究項目）。
雖然德国黑克勒&科赫的HK MP5的優勢是可靠及高命中精度，但由於MP5系列只是使用9×19公釐帕拉貝倫彈，因此經常被批評根本無法打穿克夫勒防彈衣和頭盔。雖然黑克勒-科赫因應CRISAT方面的要求，以MP5的超短型版本的MP5K作基礎，按照PDW的標準進行改進，並於1991年推出HK MP5K-PDW；然而由於其仍然發射9×19公釐帕拉貝倫彈，因此穿透力低下的問題仍然無法解決。
在1986由埃斯塔勒國營工廠研製，在1990年推出的5.7×28毫米子彈能早以符合PDW的要求。作為回應，在1999年將HK PDW（黑克勒-科赫一開始並沒有給它正式名稱，只稱為PDW，直到正式量產時才改稱為現在的HK MP7）和仍然在研製階段的備用手枪版本的HK UCP（又稱為HK P46）採用了全新的4.6×30毫米子彈。但HK UCP（HK P46）的研發在2009年被取消，原因是4.6×30mm的彈道特性未能乎合手槍子彈的要求。這一種新的子彈設計成為了FN的5.7×28毫米子彈的競爭對手之一。

## 4.6×30mm子彈線性數據
4.6×30mm子彈的彈殼的容量為0.87毫升（13.4格令）H2O。
這是4.6×30毫米的最大CIP子彈尺寸。所有的尺寸是以毫米計算的。
美國人首先會量度其彈肩，而4.6×30 毫米的彈肩角度為α／2≈22度。這種子彈的常見膛線纏距為160毫米（1：6.3英吋），6條陰膛，膛徑（Ø）是4.52毫米（0.18英吋），陰膛徑（Ø）是4.65毫米（0.18英吋），陰膛寬度4.52毫米（0.05英吋），和其底火的種類為中央式底火和小型手槍。
根據國際常設槍械測試委員會的官方準則，4.6×30毫米彈殼可以承受高達400帕斯卡（58,015磅力每平方英寸）的氣體壓力。在參與CIP所制訂規章的每一個國家步槍子彈的組合，必須試驗在125％時的壓力，這是CIP制定最高壓力承受數據，而發出的證明書可以證明這種子彈可以出售給消費者。
而比利時在1994年的時候製作的5.7×28毫米子彈可能是目前在商業上可用的最接近4.6×30毫米子彈彈道的另一種子彈（以2008年計算）。

## 概述
相對於傳統的突击步枪所使用的子彈，4.6×30毫米子彈由於重量相對地較輕和子彈的體積較小，亦因此可以攜帶更多的4.6×30毫米子彈。此外，由於子彈的重量更輕的關係，其瞄準及速射時是非常容易地控制其後座力，而這方面很大程度上是取決於子彈的重量。根據CRISAT（英語：Collaborative Research Into Small Arms Technology，意為：輕武器技術的合作研究）的測試證明，由於4.6×30毫米子彈的口徑較小和拋射速度很高，因此4.6×30毫米子彈對於防彈衣的貫穿力遠高於傳統的手槍子彈。
但無論如何，4.6×30毫米和5.7×28毫米子彈都被批評為終點效能過低。這種聲稱是來自兩名創傷彈道學博士，分別是馬丁·法克勒和加里·羅伯茨，它們特別是不同意那些“能量轉移”（英語：Energy dump）理論。動能表現出來的是臨時延伸的人體組織，而除了肝臟和神经組織以外的大多數人體組織，都能夠抵受住各種原因造成輕微的損傷。克勒博士和羅伯茨博士都聲稱，雖然個人防衛武器（PDW）子彈可以造成永久性空腔的傷害，但由屢次的出現了貫穿能力和深度不足夠（联邦调查局建議在測試彈道的彈道凝膠上最低的貫穿率是300毫米（12英吋）），因此導致了PDW子彈的終點威力很差。根據慢動作錄像顯示，4.6×30毫米子彈在軟組織內部的偏離角很大。這是因為子彈的中心質量是在幾何中心點的後方，令彈頭出現了失穩的現象，因此彈頭會在軟組織內翻滾，造成更大的損害。

## 子彈種類

### 2克DM11侵徹彈（4.6×30毫米）
這是德国陆军版本的4.6×30毫米子彈（DM11侵徹彈），子彈總重量是6.5克，並使用2克的铜锌合金（黃銅）包覆鋼芯彈，槍口初速是685米／秒（2,247.42英尺／秒）。DM11侵徹彈是為了HK MP7而設計的。這種彈藥對軟目標的能量轉移和貫穿力都很好。槍口初速V0和V100指示大約的彈道係數（英文：Ballistic coefficient）為0.141至0.150（目前的彈道係數還是有爭論的），使得DM11子彈在空气动力学方面的效率比起過去服役的各種典型的手枪子彈出色，但效率亦比起各種典型的突击步枪子彈為低。DM11子彈的最大射程為150公尺（164.04码，492.13英尺），速度為大約1.25马赫（425米／秒，1,394.39英尺／秒），這是根據ICAO大氣標準在海平面的條件（空氣密度 ρ=1.225 kg/m3）。
DM11侵徹彈的技術數據：
- 溫度範圍：-54℃至+52℃
- 於0公尺的速度／能量：（最小）685米/秒／476焦耳
- 於100公尺的速度／能量：505米/秒／255焦耳
- 彈道係數C 1：0.141—0.150（ICAO）／（軍用靶）
- 平均膛壓：（最大）400帕斯卡
- 於50公尺的貫穿力：9毫米厚度的輕形鋼板
- 於200公尺的貫穿力：北約CRISAT的目標（1.6毫米钛板┼20層紡綸）
- 於25公尺對彈道凝膠的貫穿力：＜35毫米
- 於100公尺的精度：直径10厘米
- 有效射程：150公尺（164.04码）

### 2克執法行動用子彈（4.6×30毫米）
這是執法行動版本的4.6×30毫米子彈（DM11侵徹彈），子彈總重量是6.5克，並使用2克的铜锌合金（黃銅）包覆鋼芯彈，槍口初速是685米／秒（2,247.42英尺／秒）。這種彈藥是為了HK MP7而設計的。這種彈藥是改進了對軟目標的能量轉移，並能夠提供相當不錯的貫穿性能和綜合多種的硬目標如車門或玻璃和避彈衣。槍口初速V0和V100指示大約的彈道係數（英文：Ballistic coefficient）為0.112至0.119（目前的彈道係數還是有爭論的）。執法行動用子彈的最大射程為50公尺（54.68码），2克彈頭的速度為大約1.67马赫（586米／秒，1,922.61英尺／秒），這是根據ICAO大氣標準在海平面的條件（空氣密度 ρ=1.225 kg/m3）。
執法行動用子彈的技術數據：
- 溫度範圍：-30℃至+52℃
- 於0公尺的速度／能量：（最小）685米/秒／470焦耳
- 於100公尺的速度／能量：568米/秒／322焦耳
- 彈道係數C 1：0.112—0.119（ICAO）／（軍用靶）
- 平均膛壓：（最大）400帕斯卡
- 於25公尺對彈道凝膠的貫穿力：＜30毫米
- 於50公尺的精度：直径5厘米
- 有效射程：50公尺（54.68码）

### 2.6克DM21圓頭彈（4.6×30毫米）
這是圓頭彈版本的4.6×30毫米子彈（DM21），子彈總重量是7克，並使用2.6克的铅锑合金彈芯和鋼鍍銅被甲，槍口初速是600米／秒（1,968.55英尺／秒）。這種彈藥是為了HK MP7而設計的。這種彈藥是改進了對軟目標的能量轉移，並能夠提供良好的精度。槍口初速V0和V100指示大約的彈道係數（英文：Ballistic coefficient）為0.171至0.187（目前的彈道係數還是有爭論的）。圓頭彈的最大射程為100公尺（164.04码），2.6克彈頭的速度為大約1.36马赫（463米／秒，1,519.06英尺／秒），這是根據ICAO大氣標準在海平面的條件（空氣密度 ρ=1.225 kg/m3）。
圓頭彈的技術數據：
- 溫度範圍：-54℃至+52℃
- 於0公尺的速度／能量：（最小）600米/秒／468焦耳
- 於100公尺的速度／能量：463米/秒／279焦耳
- 彈道係數C 1：0.171—0.187（ICAO）／（軍用靶）
- 平均膛壓：（最大）400帕斯卡
- 於25公尺對彈道凝膠的貫穿力：＜35毫米
- 於100公尺的精度：直径8厘米
- 有效射程：100公尺（164.04]）

### 其他
VBR亦生產了4.6×30毫米雙頭子彈，發射時會產生大量破片，並且宣稱會增強其永久性空腔的傷害甚至有可能兩顆彈頭同樣地擊中了任何維持生命所必需的器官。黑克勒&科赫方面宣稱，使用由意大利菲奧基所研製的1.94克CPS黑色尖頂彈藥的槍口初速大約在725—732米／秒（2,378.66—2,401.63英尺／秒）的範圍，而槍口能量大約在520—525焦耳的範圍，可與大部份的9×19公釐帕拉貝倫彈匹敵。

## 比較4.6×30和5.7×28兩種彈藥
| 測試結果     | 在50公尺的貫穿力 （300毫米長，20％彈道凝膠塊） | 在50公尺的能量轉換 （1.6毫米钛┼20層紡綸） | 在100公尺的能量轉換 （1.6毫米钛┼20層紡綸） |
| ------------ | ---------------------------------------------- | ----------------------------------------- | ------------------------------------------ |
| 4.6×30毫米： | 280毫米（11 英吋）                             | 220焦耳                                   | 115焦耳                                    |
| 5.7×28毫米： | 230毫米（9英吋）                               | 180焦耳                                   | 65焦耳                                     |

### 槍口動能比較
- 1.6克彈頭（原來設計），4.6×30毫米：421焦耳，311磅力（HK MP7發射）
- 2克DM11侵徹彈，4.6×30毫米：469焦耳，346磅力（HK MP7所發射）
- 2.1克SS190子彈，5.7×28毫米：538焦耳，397磅力（FN P90發射）

### 北約評估
為了標準化個人防衛武器的彈藥，北約對SS190（5.7×28mm）及HK公司的4.6×30毫米兩種子彈作比對性測試，以選其一取代9×19毫米，測試小組由美國、加拿大、法國及英國等多個專家組成，分ETBS及QRT兩工作組。結論是5.7×28毫米的性能明顯比4.6×30毫米高，最重要的分別是：
- 兩款子彈對有穿著防彈裝備的目標有相同的效率，但對無防彈裝備的目標時，5.7×28毫米的效率高27%。[6]
- 在極端溫度下，5.7×28毫米受的影響較低。[6]
- 5.7×28毫米對鎗管的損害較低。[6]
- 5.7×28毫米的設計及生產較接近5.56×45毫米北約口徑步槍子彈，方便以現有生產線大量生產。[6]
- 5.7×28毫米系鎗械較成熟，對鎗械設計要求也較低，同時已有手鎗設計[6][7]。

因此北約建議採用5.7×28毫米作標準，但研發4.6×30毫米的德國拒絕接受，因而制停了整個標準化程序。

## 使用枪械
- HK MP7個人防衛武器
- HK UCP手槍（HK P46），該研發計劃於2009年宣布取消[7]
- VBR近接戰鬥武器（使用4.6×30毫米彈藥版本）
- TVGK突擊步槍（使用4.6×30毫米彈藥的部份）
- 新科動力CPW衝鋒槍（使用4.6×30毫米彈藥版本）

## 資料來源

## 外部連結
- （英文）—Modern Firearms—
  - Heckler-Koch Ultimate Combat Pistol / HK UCP
  - Heckler-Koch HK MP7A1 submachine gun / personal defense weapon (PDW)（页面存档备份，存于）
- （英文）—HKPRO—PDW and 4.6 ammo overview on hkpro.com
- （简体中文）—D Boy Gun World（槍炮世界）—4.6×30mm HK枪弹（页面存档备份，存于）